# Gerichtskanton
Ein Gerichtskanton, französisch Canton judiciaire, niederländisch Gerechtelijk kanton fasst in Belgien eine Anzahl von Gemeinden zum Sprengel eines Friedensgerichts zusammen. Rechtsgrundlage für die Einteilung ist Art. 1 des Anhangs zum Gerichtsgesetzbuch von 1967.
Die Größe des Gerichtskantons kann von der Größe des Wahlkantons abweichen. 2017 wurde die Anzahl der Gerichtskantone von 187 auf 162 reduziert; sie verteilen sich wie folgt auf die Region Brüssel-Hauptstadt und die zehn Provinzen:
| Gebiet                     | Gerichts- kantone | Wahl- kantone |
| -------------------------- | ----------------- | ------------- |
| Region Brüssel-Hauptstadt  | 19                | 8             |
| Provinz Flämisch-Brabant   | 7+7               | 15            |
| Provinz Limburg            | 11                | 15            |
| Provinz Antwerpen          | 23                | 17            |
| Provinz Ostflandern        | 21                | 31            |
| Provinz Westflandern       | 17                | 25            |
| Provinz Wallonisch-Brabant | 5                 | 5             |
| Provinz Hennegau           | 20                | 34            |
| Provinz Namur              | 8                 | 14            |
| Provinz Luxemburg          | 5                 | 20            |
| Provinz Lüttich            | 17+2              | 26            |
| Summe                      | 162               | 210           |